# コミー
コミー株式会社（英: KOMY CO.,LTD.）は、ドーム型鏡や平面広角ミラーなどの鏡の製造を行う企業。日本の気配りミラー（接客支援・万引き対策用鏡）では約80%、旅客機の収納棚確認用鏡ではほぼ100%のシェアを占める。

## 主な製品
- FFミラー

凸面鏡のように広角を映し出せる平面鏡。駐車場やエレベーター等の安全確認、旅客機の収納棚確認（FFミラーAIR）、ATMの覗き込み防止（FFミラーATM）など幅広い用途で使われる。
- ワーレン

ポリカーボネート製で、破損時に破片が飛散しにくい鏡。怪我防止目的で保育所、異物混入防止目的で食品工場などで採用されている。
- 気配りミラー

店舗の万引き対策だけでなく、接客支援を目的とした鏡。店舗レイアウトに合わせ、ラミ（半ドーム型鏡）やラミドーム（ドーム型鏡）やオーバル（円形凸面鏡）、回転ミラックス（天井に吊り下げて回転させる円形凸面鏡）などが使われる。

## 沿革
- 1967年4月 - 東京・駒込で、看板業として創業。
- 1973年4月 - 株式会社に改組。
- 1975年4月 - 回転ミラックス販売開始。
- 1982年1月 - 看板業より撤退。
- 1988年4月 - オーバル、FFミラー販売開始。
- 1997年2月 - ボーイング、FFミラーAIRを採用。
- 1999年
  - 1月 - 日本航空、FFミラーAIRを採用。
  - 9月 - ラミ販売開始。同年10月、グッドデザイン賞受賞。
- 2002年5月 - エアバス、FFミラーAIRを標準装備化。
- 2006年9月 - 川口市に新社屋完成。
- 2007年9月 - ラミドーム販売開始。翌年10月、グッドデザイン賞受賞。
- 2009年
  - 8月 - スーパーオーバル販売開始。
  - 10月 - 入場チェック用ミラー　ワーレン発売開始。
- 2010年5月 - ラミコーナー販売開始。